# Jardin du Palais-Royal
Le jardin du Palais-Royal est un grand square parisien de 20 850 m2 situé dans le 1er arrondissement de Paris et aménagé en 1633 au centre du Palais-Royal. Le jardin est labellisé « jardin remarquable ».

## Situation et accès
Le jardin est bordé par quatre galeries sous arcades : la galerie de Montpensier à l'ouest, la galerie de Beaujolais au nord, la galerie de Valois à l'est et la galerie du Jardin au sud.
Le jardin du Palais-Royal est desservi par les lignes de métro 1 et 7 à la station Palais Royal - Musée du Louvre.

## Historique
Le jardin est voulu par le cardinal de Richelieu pour ornementer le Palais-Royal et est réalisé par Pierre Desgotz, le jardinier du roi. Le palais et le jardin sont légués à Louis XIII à la mort du cardinal et la famille royale s'y installe. Il est modifié sous Charles X pour lui donner son aspect actuel, avec les galeries et les tracés des allées.
En 2019 sont inaugurées l'allée Colette et l'allée Cocteau. 

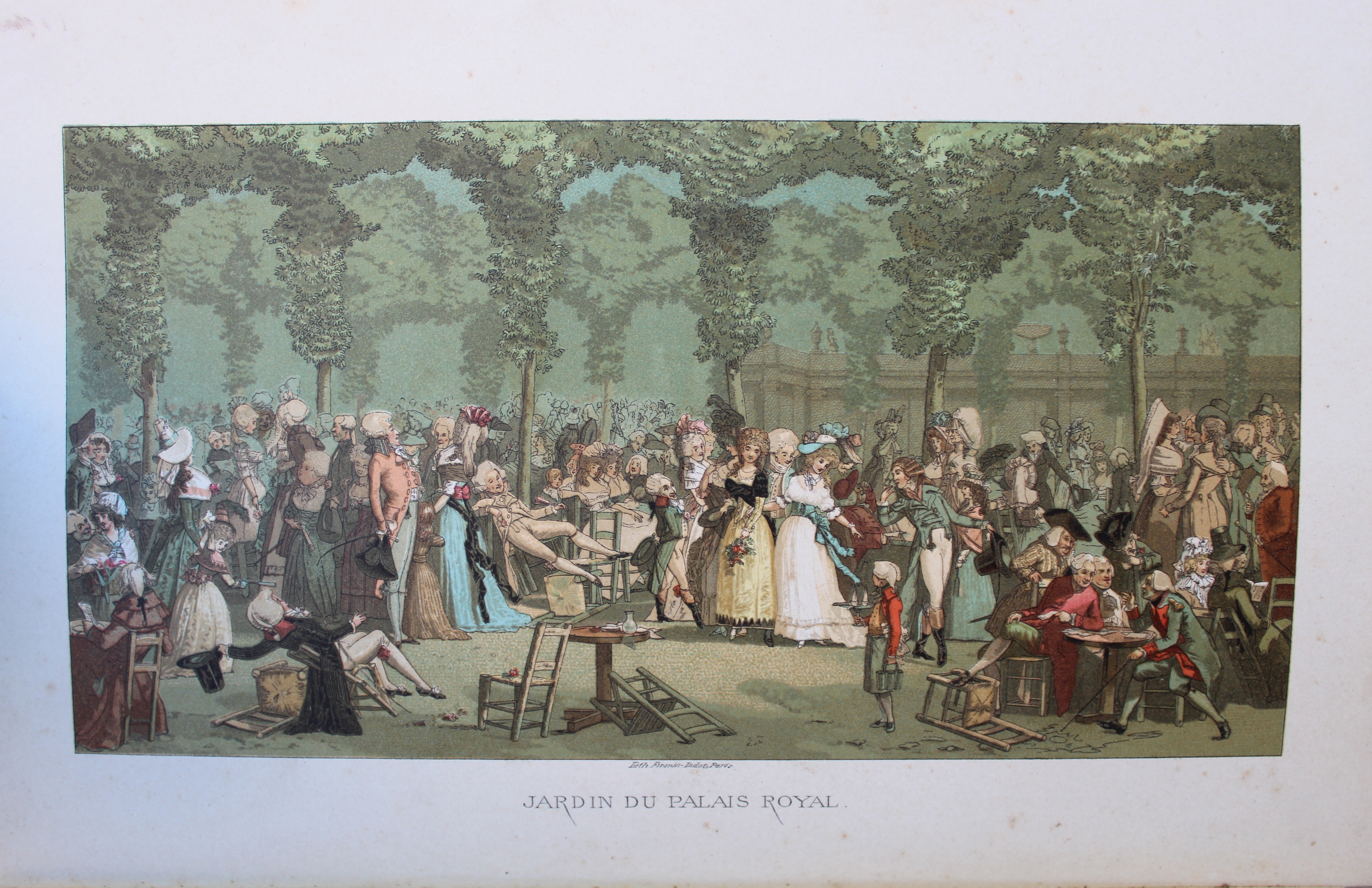
Le jardin du Palais-Royal vers 1790 (Firmin Didot).
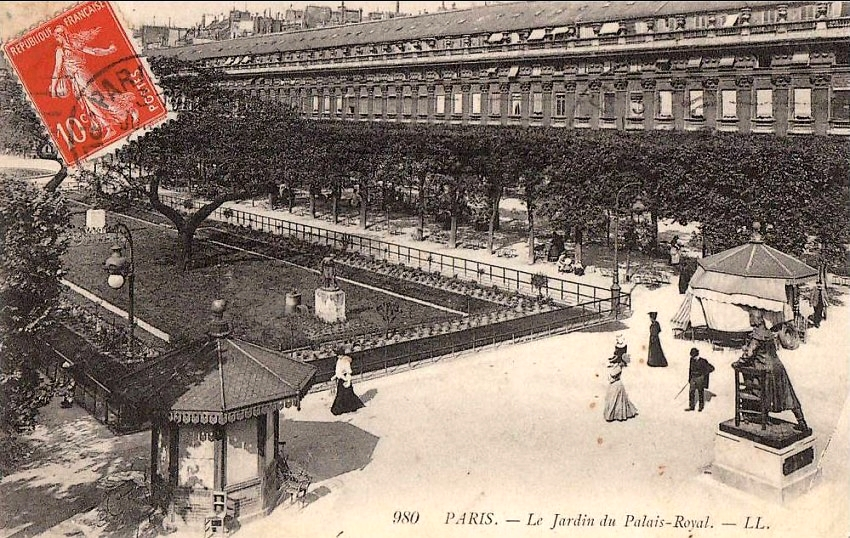
Vue du jardin vers 1910, avec notamment la statue de Camille Desmoulins et d'autres statues non déterminées.
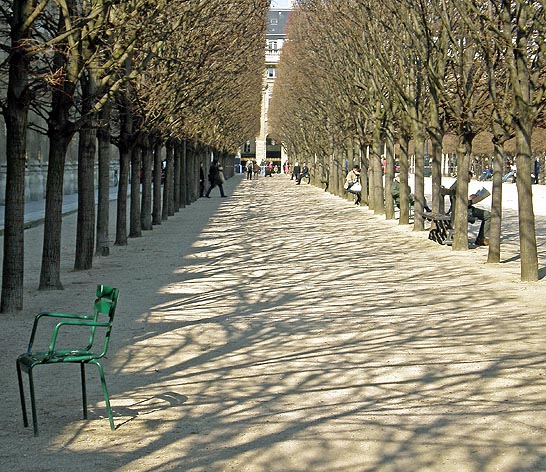
Une allée du Palais-Royal.

## Bâtiments remarquables et lieux de mémoire

### Statuaire
Entre 1900 et 1945, le jardin possédait plusieurs statues (en plus de celles répertoriées ci-dessous) qui ont disparu, seules deux subsistent aujourd'hui :

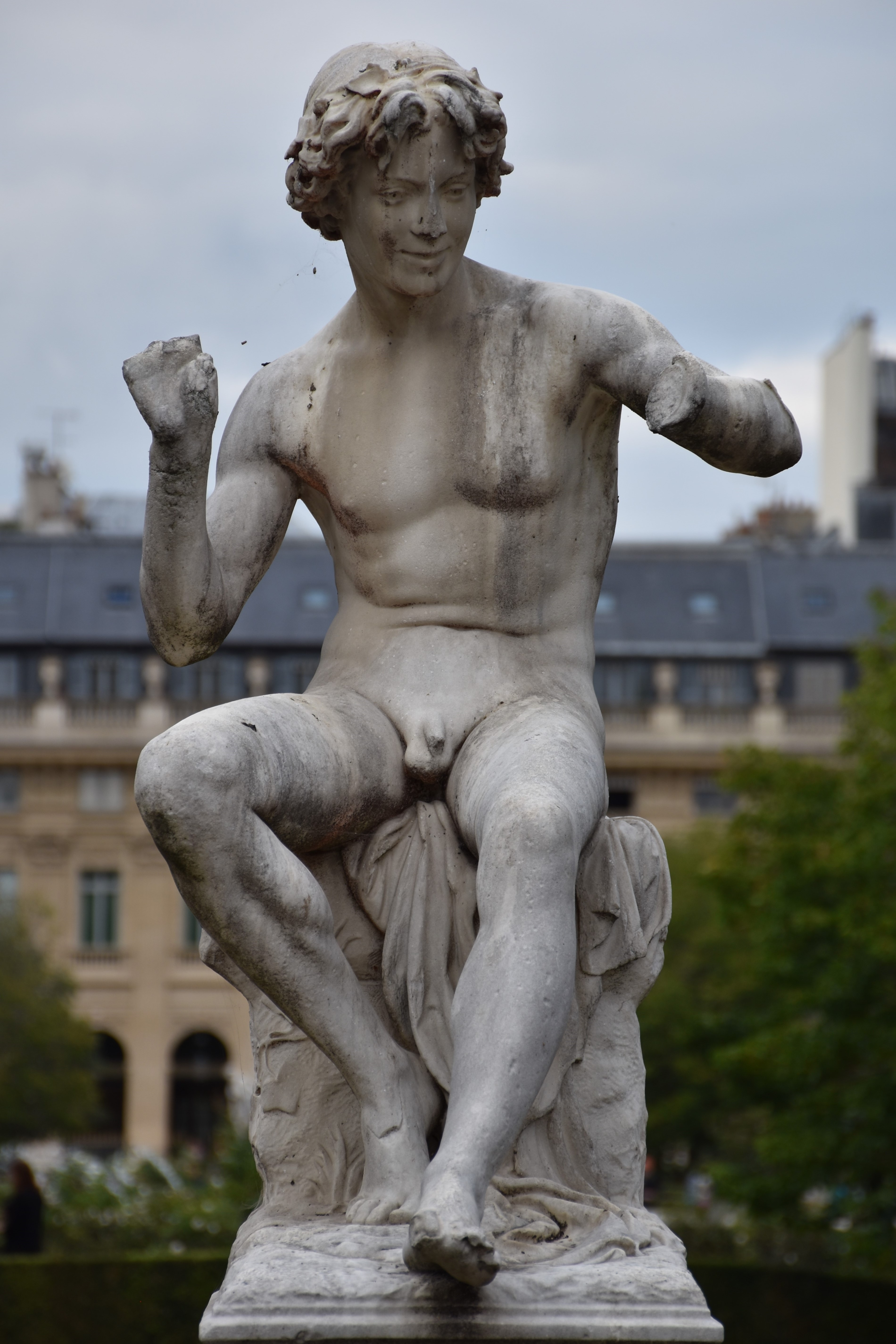
Adolphe Thabard, Le Charmeur de serpent (1875).

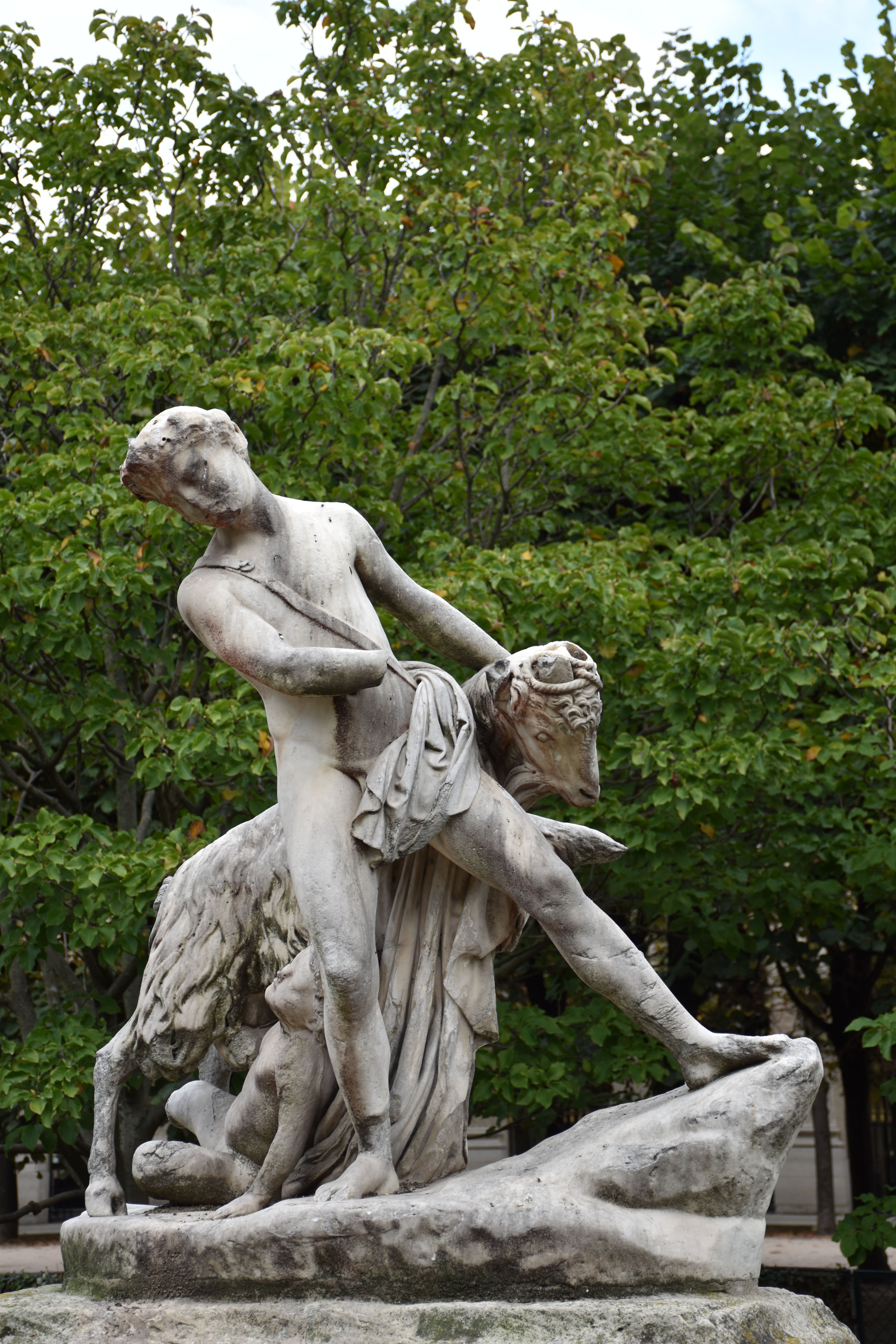
Paul Lemoyne, Le Pâtre et la chêvre (1830).

- Le Charmeur de serpent de Martial Adolphe Thabard, installée en 1875, en mauvais état ;
- Le Pâtre et la Chèvre, groupe de Paul Le Moyne, vers 1830, en mauvais état ;
- Monument à Victor Hugo, marbre d'Auguste Rodin, installée en 1909, aujourd'hui transférée au musée Rodin ;
- Statue de Camille Desmoulins, bronze par Eugène-Jean Boverie, installée en 1905, enlevée et fondue en 1942, dans le cadre de la mobilisation des métaux non ferreux ;
- dans la cour d'honneur, avant l'entrée du jardin, Les Deux Plateaux ou Colonnes de Buren.

### Le petit canon

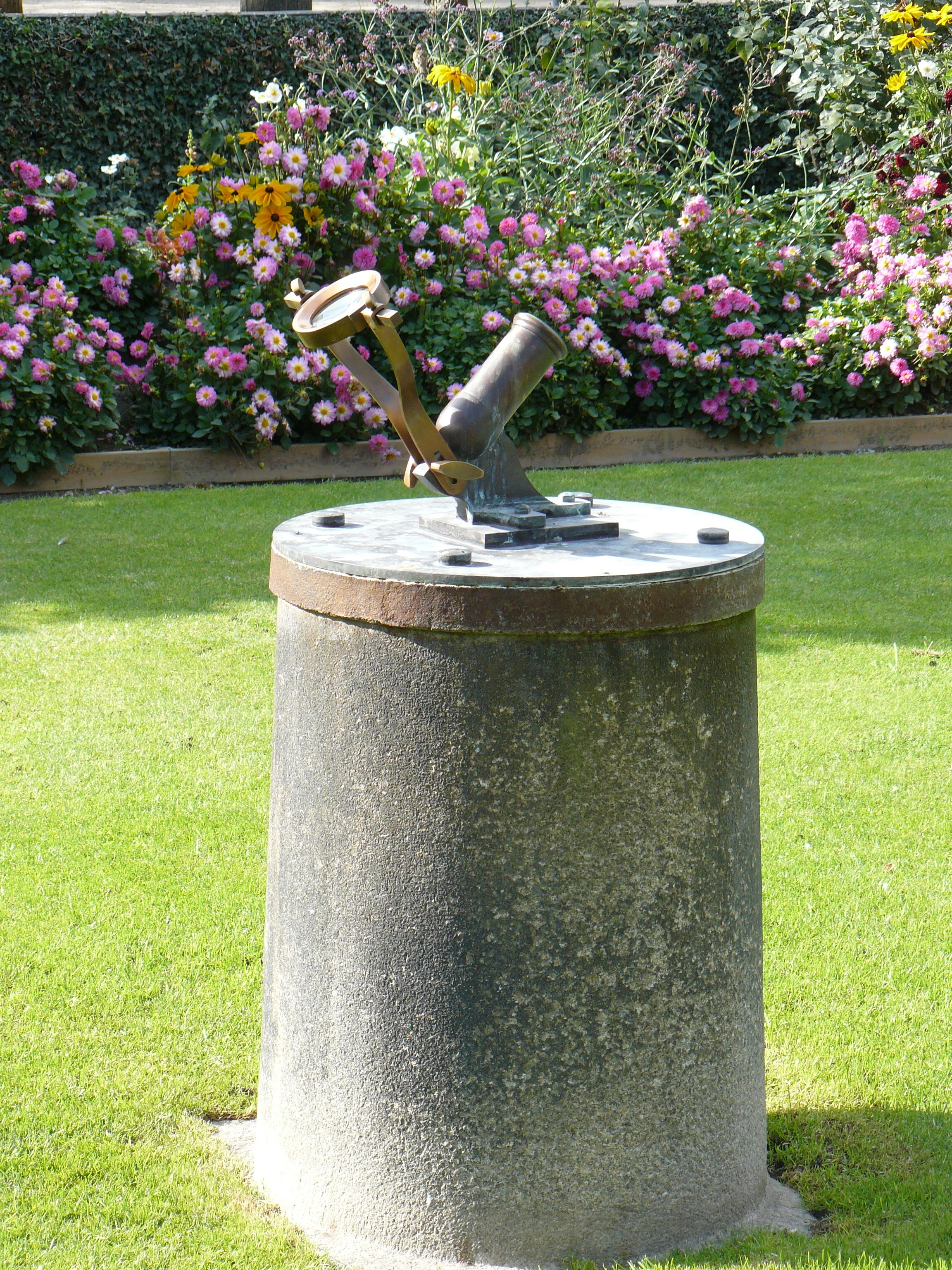
Le petit canon en 2009.

Un petit canon de bronze fut inventé en 1785 par le sieur Rousseau, ingénieur en instruments de mathématiques et horloger ayant boutique dans la galerie de Beaujolais. En 1786, il est installé sur ordre du Duc d’Orléans face à la boutique de Rousseau, sur le méridien de Paris. Grâce à une loupe, les rayons du soleil enflammaient une mèche qui faisait partir la charge, les jours ensoleillés de mai à octobre à midi pile. Il servait à régler les pendules parisiennes. Une devise latine était gravée sur son socle : Horas non numero nisi serenas, signifiant : « Je ne compte que les heures heureuses. » En 1799, il est déplacé au milieu du parterre le plus au sud (du côté des colonnes de Buren) où il se trouve toujours actuellement. En 1816 ou 1826, l'heure indiquée par le canon du Palais-Royal cesse d'être l'heure officielle de Paris. En effet, à cette époque, on adopte le temps solaire moyen de Paris (l'heure des horloges) en remplacement du temps solaire vrai (l'heure des cadrans solaires). En 1891, l’heure moyenne du méridien de Paris est étendue à toute la France. En 1911, l'usage du petit canon est interdit à la suite de l'adoption par la France du temps moyen de Greenwich (GMT).
En 1990, il est restauré et recommence à tonner à midi. Mais il doit cesser à cause du plan Vigipirate. En 1998, il est volé et une réplique est installée. En 2011, le ministère de la Culture décide de lui rendre sa fonction première mais en abandonnant l'allumage solaire. Désormais, chaque mercredi à midi pile, c'est un artificier qui a la charge de déclencher le tir.

### Autres éléments
Une petite fontaine Wallace de Paris se trouve également dans le jardin.
Une plaque commémorative a été apposée le 15 décembre 1934 par la Colonie tchécoslovaque de France dans la galerie de Valois en mémoire des volontaires tchécoslovaques partis le 22 août 1914 « défendre aux côtés de la France la liberté des nations et recouvrer l’indépendance nationale ». Elle rappelle que deux associations tchèques parisiennes, le Sokol de Paris et l'Association socialiste Rovnost se rassemblaient devant un restaurant tchèque du jardin où elles tiennent leurs réunions, parce qu'elles entendent aider la France dans la guerre, ce qui mène à l’engagement de quelques centaines de volontaires dans la Légion étrangère pour la durée de la guerre. 

### Films tournés dans le jardin
- 1950 : Le Château de verre de René Clément
- 1963 : Charade de Stanley Donen
- 2015 : Le Grand Jeu de Nicolas Pariser
- 2017 : Monsieur et Madame Adelman de Nicolas Bedos
- 2018 : Baron noir, série télévisée
- 2018 : Dix pour cent, série télévisée
- 2018 : Mission impossible : Fallout de Christopher McQuarrie